# Banque centrale d'Islande
La Banque centrale d'Islande (en islandais : Seðlabanki Íslands) est la banque centrale de l'Islande. Elle a été créée en avril 1961 et elle gère la couronne islandaise.
La Banque centrale d'Islande est sous contrôle du gouvernement islandais et est dirigée par un gouverneur ainsi qu'un conseil d'administration composé de 7 membres.

## Statuts et missions
La Banque centrale d'Islande a été créée dans sa forme actuelle en 1961.
Elle est placée sous l'administration directe du ministère de l'Économie et des Finances et d'un comité de surveillance. Les 7 membres de ce comité de surveillance sont élus par le Parlement après chaque élection législative.
La Banque centrale d'Islande est dirigée par un gouverneur qui est nommé par le ministre de l'Économie et des Finances pour un mandat de 5 ans. Ásgeir Jónsson est gouverneur depuis 2019.
La Banque centrale d'Islande est chargée de la mise en œuvre de la politique monétaire en Islande. Elle contribue également à la réalisation des objectifs de la politique économique du gouvernement dans la mesure où celle-ci n'interfère pas avec son but principal : maitriser l'inflation.
La Banque centrale d'Islande est également chargée d'un certain nombre d'autres tâches :
- promouvoir un système financier sûr et efficace ;
- produire les billets et pièces de monnaie ;
- gérer les taux.

## Crise de 2008
En octobre 2008, l'Islande est particulièrement frappée par la crise financière internationale, en raison de la forte dépendance de son économie au système financier.
La Banque centrale joue alors un rôle prépondérant. Face à la dépréciation de la couronne islandaise et la forte inflation, les taux d'intérêt islandais, habituellement très élevés, ont d'abord été relevés jusqu'à 18 % avant d'être progressivement rabaissés jusqu'à atteindre un niveau historiquement bas en décembre 2012 à 4,5%.
En octobre 2008, la Banque centrale a également sollicité l'aide de la BCE, de la FED pour le prêt des 4 milliards de dollars nécessaires pour surmonter la crise.